# 栗原渉
栗原 渉（くりはら わたる、1965年9月27日 - ）は、日本の政治家。自由民主党所属の衆議院議員（1期）。

## 来歴
福岡県甘木市（現・朝倉市）中島田生まれ。甘木市立十文字中学校、福岡県立朝倉高等学校を卒業した後、1990年に東京国際大学教養学部卒業。
1989年に太田誠一衆議院議員の下で書生となり、卒業後の1990年から2009年まで秘書を務める。
2010年4月18日の福岡県議会議員補欠選挙に定数1の甘木市選挙区から無所属で立候補し、当選。
2011年04月10日の福岡県議会議員選挙に定数2の朝倉市・朝倉郡選挙区から自由民主党公認で立候補し3人中1位で当選。
2015年4月12日の福岡県議会議員選挙では定数2の朝倉市・朝倉郡選挙区から無投票で再選。
2019年4月7日の福岡県議会議員選挙では定数2の朝倉市・朝倉郡選挙区から自由民主党公認で立候補し5人中1位で当選。
2019年から2020年6月にかけて、第69代福岡県議会議長を務めた。
2021年10月31日の第49回衆議院議員総選挙では原田義昭が自民党公認で当選している福岡5区での立候補を試みた。県農政連や医師会など有力な支援団体の推薦も受け、2021年10月14日には県議を辞職したが、翌15日に「今回は原田、次回は栗原を公認」とし、受け入れずに出馬した場合除名も選択肢となるという裁定書への署名を党本部で求められたため立候補を断念。この影響もあり、原田は投開票の結果、立憲民主党の堤かなめに小選挙区で敗れ落選した。
2024年10月27日の第50回衆議院議員総選挙では自民党公認で福岡5区から立候補し、堤を破り小選挙区で初当選を果たした（堤は比例復活）。

## 人物
福岡県樹苗農業協同組合組合長、福岡県遺族連合会副会長・青年部活動推進部長、福岡県空手道連盟相談役、福岡県少林寺拳法連盟顧問、朝倉市空手道連盟会長、朝倉市バレーボール協会顧問を務めている。

## 選挙
| 当落 | 選挙                         | 執行日         | 年齢 | 選挙区               | 政党       | 得票数     | 得票率 | 定数 | 得票順位 /候補者数 | 政党内比例順位 /政党当選者数 |
| ---- | ---------------------------- | -------------- | ---- | -------------------- | ---------- | ---------- | ------ | ---- | ------------------ | ---------------------------- |
| 当   | 2010年福岡県議会議員補欠選挙 | 2009年4月18日  | 44   | 甘木市選挙区         | 無所属     | 1万2570票  | 58.57% | 1    | 1/2                | /                            |
| 当   | 2011年福岡県議会議員選挙     | 2011年4月10日  | 45   | 朝倉市・朝倉郡選挙区 | 自由民主党 | 1万5987票  | 41.75% | 2    | 1/3                | /                            |
| 当   | 2015年福岡県議会議員選挙     | 2019年4月12日  | 49   | 朝倉市・朝倉郡選挙区 | 自由民主党 | ーー票     | ーー   | 2    | /2                 | /                            |
| 当   | 2019年福岡県議会議員選挙     | 2019年4月7日   | 53   | 朝倉市・朝倉郡選挙区 | 自由民主党 | 1万8131票  | 49.98% | 2    | 1/5                | /                            |
| 当   | 第50回衆議院議員総選挙       | 2024年10月27日 | 59   | 福岡県第5区          | 自由民主党 | 10万5563票 | 42.88% | 1    | 1/5                | /                            |